# Павловка (Чистоозёрный район)
Павловка — село в Чистоозёрном районе Новосибирской области. Административный центр Павловского сельсовета.

## География
Площадь села — 240 гектаров.

## Население
| 2002 | 2007 | 2010 |
| ---- | ---- | ---- |
| 637  | ↘578 | ↘448 |

## Инфраструктура
В селе по данным на 2007 год функционируют 1 учреждение здравоохранения и 2 учреждения образования.